# Oberndorf am Neckar

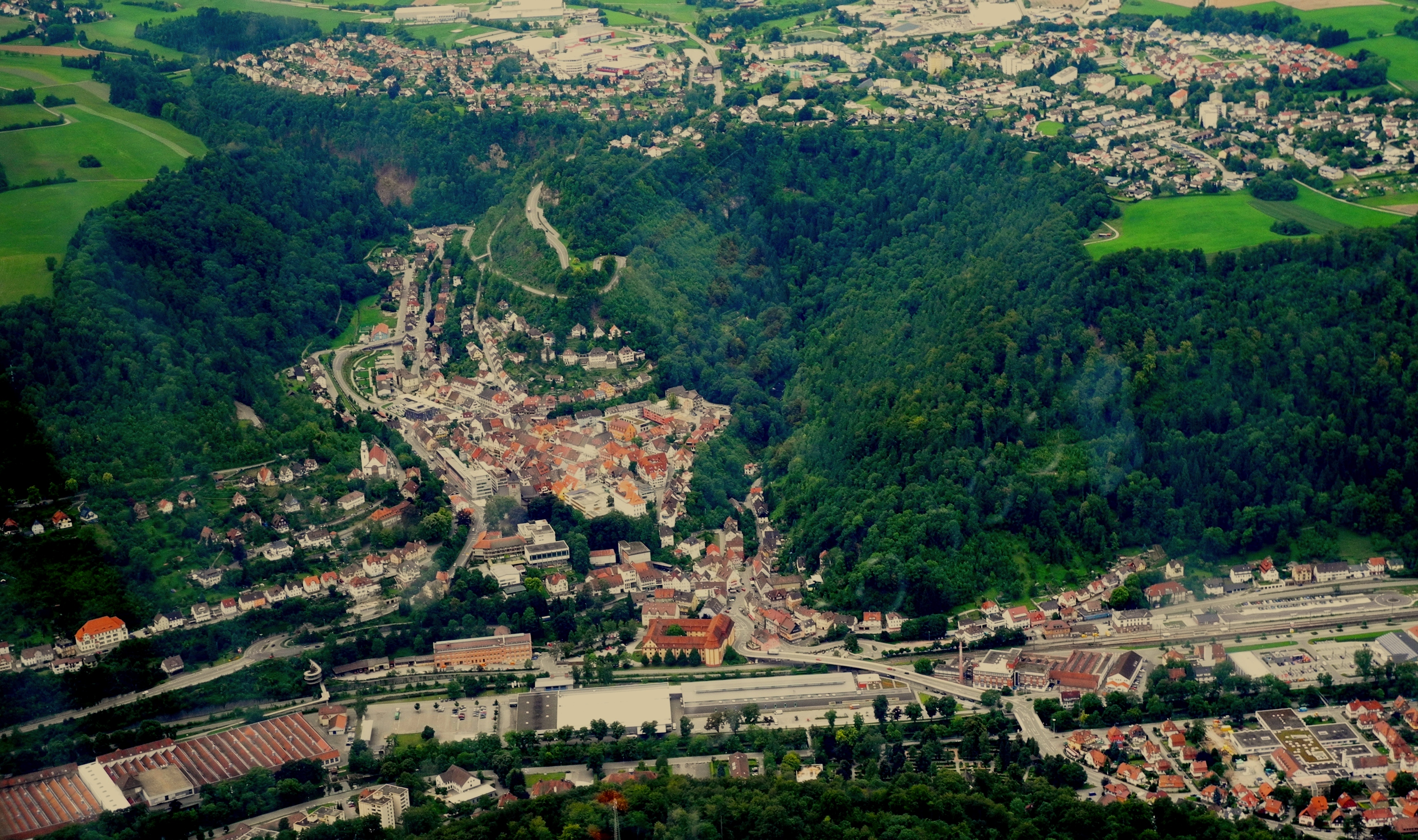
Oberndorf

Oberndorf am Neckar ist eine Stadt am oberen Neckar im Landkreis Rottweil in Baden-Württemberg.

## Geographie

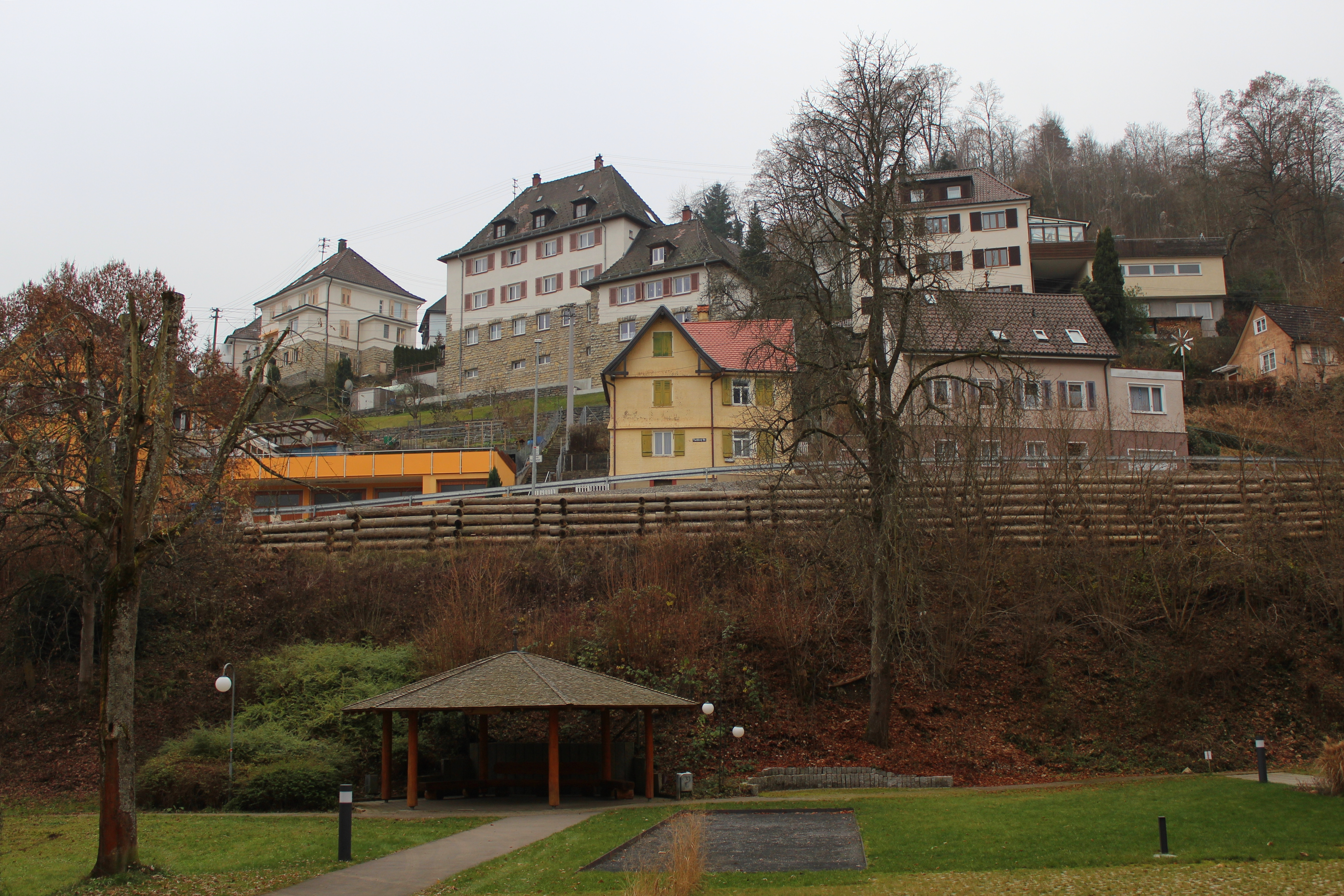
Oberndorf am Neckar, Tuchberg

Oberndorf am Neckar liegt im Oberen Neckartal, am Fuße des Kleinen Heubergs, zwischen Schwarzwald und Schwäbischer Alb in 450 bis 700 m ü. NHN.

### Schutzgebiete
Teile des Oberndorfer Stadtgebiets entlang des Neckars gehören zum insgesamt rund 2203 Hektar großen FFH-Gebiet 7620-343 Neckartal zwischen Rottweil und Sulz. In dieses europaweit bedeutsame Schutzgebiet sind die Naturschutzgebiete Brandhalde (9,9 Hektar), Mittlere Bollerhalde (3,1 Hektar) und Kälberhalde (4,1 Hektar) eingegliedert.

### Nachbargemeinden
Die Stadt Oberndorf grenzt im Norden an Dornhan, Sulz am Neckar und Vöhringen, im Osten an Rosenfeld (Zollernalbkreis), im Süden an Epfendorf und Bösingen und im Westen an Schramberg, Fluorn-Winzeln und Alpirsbach (Landkreis Freudenstadt).

### Stadtgliederung

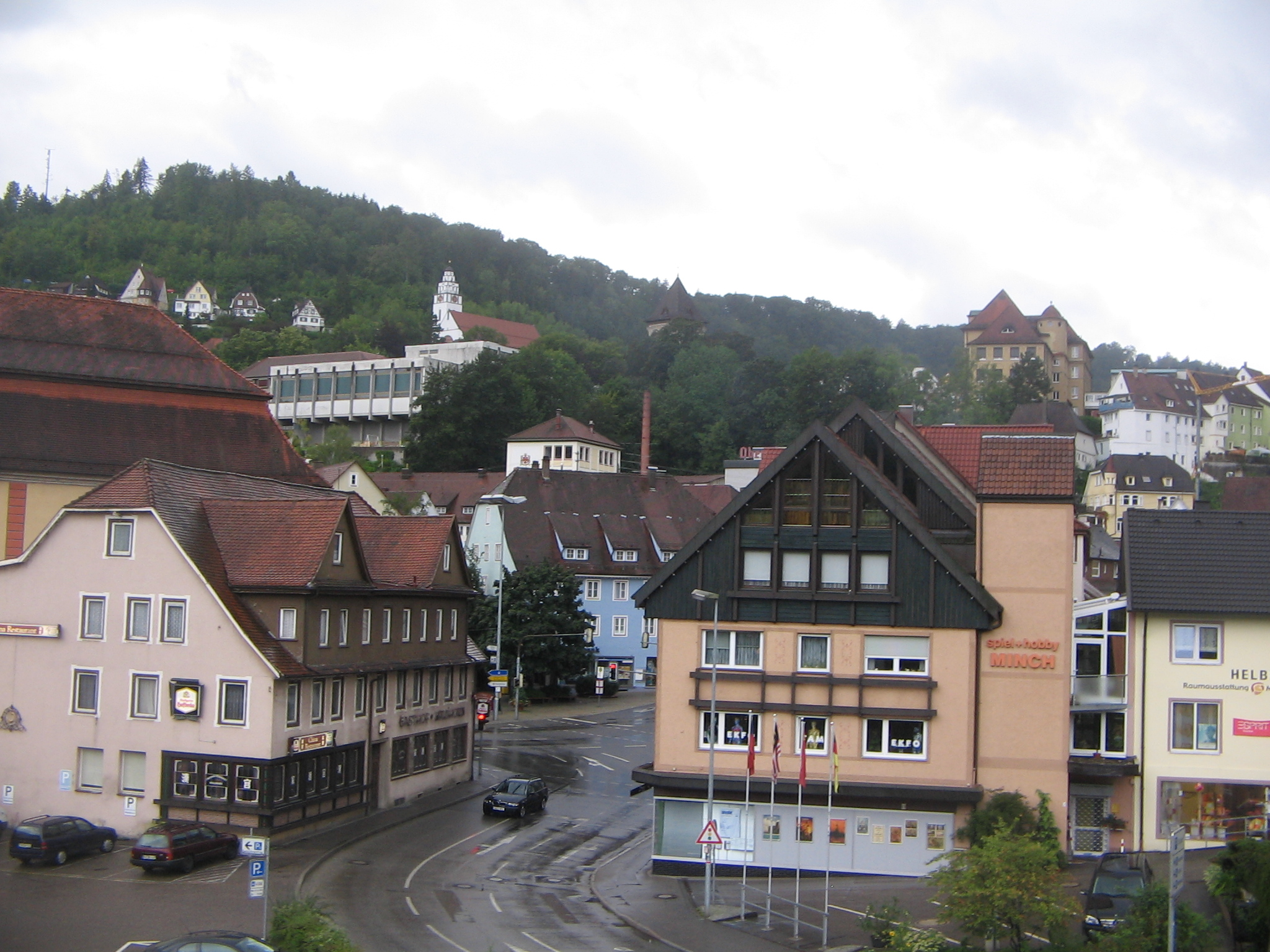
Unterstadt

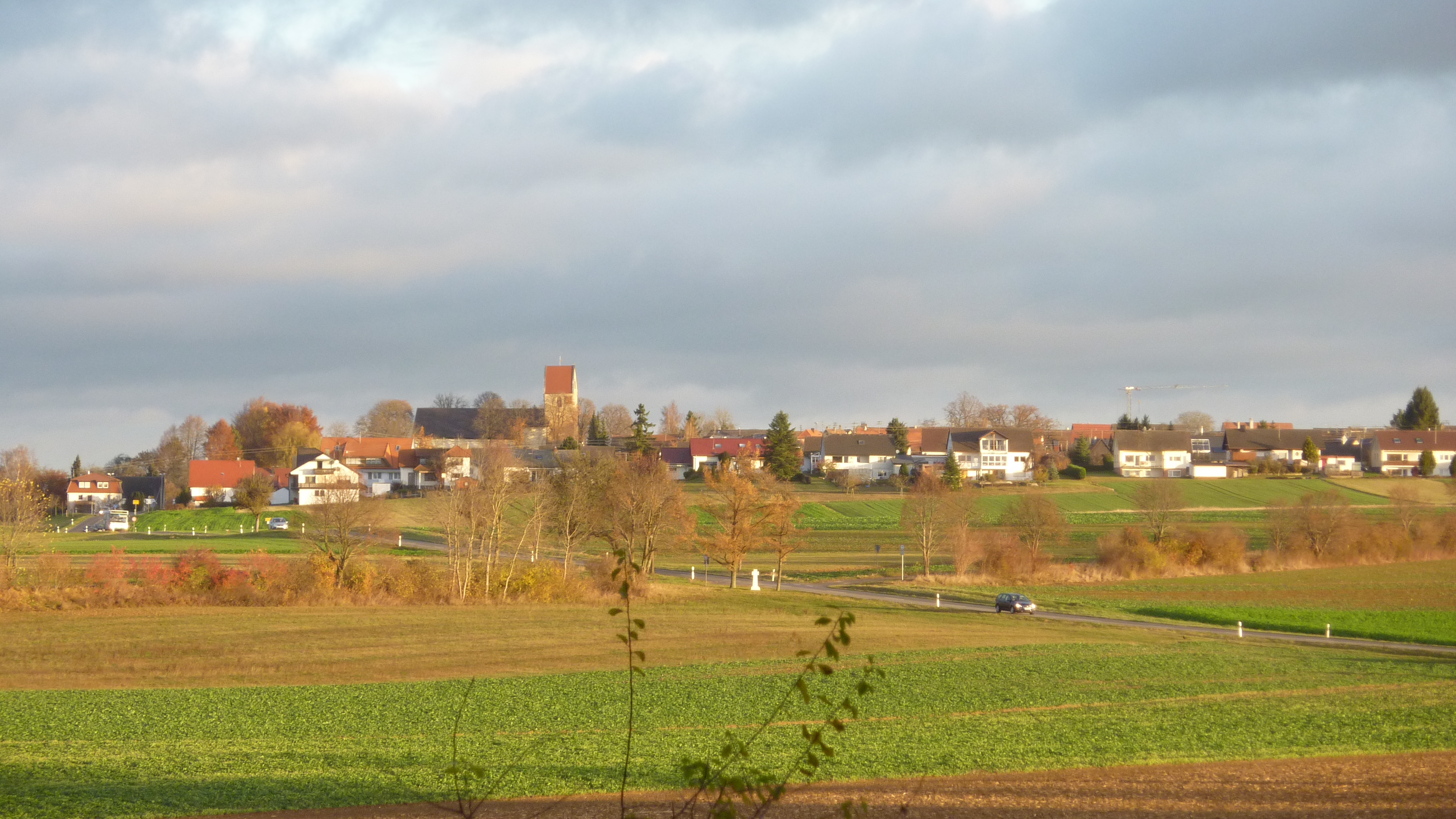
Hochmössingen

Zu Oberndorf am Neckar gehören die Stadtteile Aistaig, Altoberndorf, Beffendorf, Bochingen, Boll, Hochmössingen und Oberndorf am Neckar.
Mit Ausnahme von Oberndorf am Neckar sind in den Stadtteilen Ortschaften im Sinne der baden-württembergischen Gemeindeordnung mit jeweils eigenem Ortschaftsrat und Ortsvorsteher als dessen Vorsitzendem eingerichtet.
- Zum Stadtteil Aistaig gehören das Dorf Aistaig, das Gehöft Herrenwald und der Wohnplatz Rötelhof.
- Zum Stadtteil Altoberndorf gehören das Dorf Altoberndorf, das Gehöft Boller Berg und die Wohnplätze Dollau, Grüner Berg, Hegelberg, Höhingen und Irslenbach.
- Zum Stadtteil Beffendorf gehören das Dorf Beffendorf und das Gehöft Oberaichhof.
- Zum Stadtteil Bochingen gehören das Dorf Bochingen und die Höfe Einfeld und Unterer Schlatthof.
- Zum Stadtteil Boll gehören das Dorf Boll und das Gehöft Oberer Schlatthof.
- Zum Stadtteil Hochmössingen gehört das Dorf Hochmössingen über Oberndorf.
- Zum Stadtteil Oberndorf am Neckar gehören die Stadt Oberndorf am Neckar, die Orte Lindenhof, Neckarvorstadt und Webertal, das Gehöft Staatsdomäne Unteraichhof und die Wohnplätze An der Aistaiger Straße, Fischweiher, Grundhäuser, Nestelwasen und Stockbrunnen.
- Im Stadtteil Aistaig liegen die abgegangenen Ortschaften Burg und Denkenhausen und im Stadtteil Oberndorf am Neckar liegen die abgegangenen Ortschaften Lautenbach und Reute und der Burgstall Waseneck.[2]

## Geschichte

### Vor- und Frühgeschichte
Erste Siedlungsspuren auf dem Gebiet Oberndorfs lassen sich bereits für den Zeitraum um 3000–1800 v. Chr. nachweisen. Bei Beffendorf finden sich hier Siedlungsspuren aus der Jungsteinzeit. Siedlungsspuren der Hallstattzeit auf dem Scheibenbühl bei Altoberndorf datieren aus der Zeit um 800–400 v. Chr. Um 200 v. Chr. existierte eine keltische Siedlung in Oberndorf. Spuren der Kelten aus den Jahren 100 v. Chr.–1 v. Chr. stellen auch Kultstätten (Viereckschanzen) im Eichwald bei Oberndorf und in der Flur Burgstall bei Boll dar.
Als 70 n. Chr. die Römer in das Gebiet des oberen Neckars vorstießen, begann der Bau von Straßen vom Kastell Rottweil zu den Kastellen Sulz und Waldmössingen. Teilstücke dieser Straßen sind bei Bochingen und Hochmössingen erhalten. In diesem Bereich sind auch römische Gutshöfe (darunter die Villa Rustica in Bochingen) aus der Zeit um 100–200 n. Chr. erhalten, ebenso wie Einzelfunde dieser Zeit aus Aistaig, Beffendorf und Oberndorf. Ab 260 n. Chr. drangen die Alamannen über den Limes in das Gebiet vor. Ihre Spuren finden sich vor allem ab 600 n. Chr. in alamannischen Urdörfern und fränkischen Ausbausiedlungen in Aistaig, Altoberndorf, Beffendorf, Hochmössingen und Oberndorf. Auch wurden Reihengräber mit reichen Beigaben entdeckt.

### Mittelalter

#### Erste urkundliche Erwähnung 782
Die erste urkundliche Erwähnung Oberndorfs entstammt einer Schenkungsurkunde des Klosters St. Gallen: „actum Obarindorf villa publice“ aus dem Jahr 782. Die Schenkung, die die Orte Brittheim und Bickelsberg betraf, fand vermutlich auf dem Oberndorfer Königshof im Tal statt, zu dem auch die 1810 abgebrochene Remigiuskirche gehörte.
Bischof Salomon von Konstanz erhielt um 900 den Oberndorfer Königshof mit Taufkirche (St. Remigius) und gab ihn an das Kloster St. Gallen, dessen Abt er war, weiter. Diese Schenkung wurde 912 von König Konrad I. erstmals und 948 von König Otto I. erneut bestätigt.
Um 1100 übergab St. Gallen den Klosterbesitz am oberen Neckar als Schenkenlehen an die Herzöge von Zähringen. Als die Herzöge von Teck sich 1187 von den Zähringern abspalteten, erhielten sie den Besitz am oberen Neckar.

#### Stadtgründung
Die Oberndorfer Stadtgründung geschah dann um 1250 durch Herzog Ludwig von Teck auf der Kalktuffplatte links des Neckars (1246 wird ein Zöllner genannt, 1251 ein ehemaliger Schultheiß, 1254 Bürger). 1264 wurde das neu gegründete Frauenkloster im Tal in den Orden der Augustiner-Eremitinnen aufgenommen, 1272 erhielt das Dominikanerinnenkloster bei der Michaelskapelle von Herzog Ludwig von Teck Privilegien. Im Jahre 1295 wurde erstmals das Geschlecht der Maier von Waseneck genannt. Sie waren mit dem Bau und der Verwaltung der Burg Waseneck bei Altoberndorf als Wohnsitz der Oberndorfer Teck-Linie sowie des Gutshofs (Unteraichhof) beauftragt. 1298 kam es zu Kämpfen zwischen Graf Albert von Hohenberg und Herzog Otto von Baiern bei Oberndorf und Leinstetten, in deren Verlauf Graf Albert, der Minnesänger, fiel. 1300 bestätigte Herzog Hermann von Teck der Stadt Oberndorf ihre alten Rechte und Freiheiten.

#### Reichsacht 1346
In den Thronstreitigkeiten zwischen Kaiser Ludwig der Bayer und dem neu gewählten König Karl IV. verschworen sich 1346 18 Adelige in Oberndorf gegen den Kaiser. Die Stadt kam in die Reichsacht, woraus sie König Karl 1348 wieder löste.
Nach dem Tod Herzog Hermanns von Teck, dem letzten der Oberndorfer Linie 1363, fiel die Burg Waseneck mit den vier Dörfern Altoberndorf, Beffendorf, Bochingen und Waldmössingen an seine Tochter Beatrix und deren Sohn Herzog Konrad von Urslingen. Herzog Friedrich von Teck (Owener Linie) konnte dagegen die Stadt behaupten.
1371 erwarb Herzog Friedrich von Teck von Konrad von Urslingen die Burg Waseneck mit den vier dazugehörigen Dörfern und drei Jahre später verkaufte er die Herrschaft Oberndorf an Graf Rudolf III. von Hohenberg, der vom Abt von St. Gallen mit der Stadt belehnt wurde.

#### In österreichischem Besitz
1381 schließlich verkaufte Graf Rudolf von Hohenberg seine ganze Grafschaft – darunter die Herrschaft Oberndorf – für 66.000 Gulden an Herzog Leopold von Österreich. 1384 bis 1409 hielt Markgraf Bernhard von Baden, der mit Margarethe, der Tochter des Grafen Rudolf von Hohenberg verheiratet war, Oberndorf und Waseneck als Pfand. Herzog Leopold von Österreich verpfändete zudem 1392 die vier Herrschaftsdörfer an die Grafen von Sulz. Sie kamen erst 1462 wieder zu der Stadt.
Im Jahre 1410 wurde die Stadt von Friedrich XII. von Zollern und dessen Helfern belagert. Die Grafen von Württemberg hielten Oberndorf und Waseneck von 1416 bis 1462 als Pfand.
Die ganze Stadt einschließlich der Michaelskirche brannte 1445 bis auf neun Häuser ab.

### Frühere Neuzeit

#### Das Adelsgeschlecht von Zimmern
1462 ging die Herrschaft Oberndorf als Pfand an die Freiherren (seit 1538 Grafen) von Zimmern. Johann Werner von Zimmern wurde 1488 vom Kaiser geächtet und verlor die Pfandschaft Oberndorf, die den Grafen von Werdenberg zugesprochen wurde. Acht Jahre später entriss Veit Werner von Zimmern die Stadt mit Hilfe der Rottweiler durch einen Überfall den Werdenbergern. Auf dem Reichstag von Augsburg 1504 wird Oberndorf endgültig den Zimmern zugesprochen und blieb ihnen bis 1594. Im Bauernkrieg 1525 versuchte Thomas Maier von Vogelsberg, der Anführer des Bauernhaufens vorm Wald, vergeblich, die Oberndorfer gegen ihre Herren aufzuwiegeln. 1540 machte in der Landenberger Fehde Christoph von Landenberg die Gegend unsicher und zündete Beffendorf und Hochmössingen an.
Von 1548 bis 1563 ist Graf Froben Christoph von Zimmern, Verfasser der berühmten Zimmerischen Chronik, Stadtherr von Oberndorf. 1559 wurde das Frauenkloster im Tal mit Augustinermönchen besetzt.

#### Erneut in österreichischem Besitz
Die Zimmernsche Pfandschaft endete 1594. Nach dem Tod des Grafen Wilhelm von Zimmern, dem letzten seines Geschlechts, fiel Oberndorf an das Haus Österreich. Im Jahr darauf huldigten die Bürger der Stadt Rudolf II. als dem Erzherzog von Österreich. Von 1609 bis 1618 hielt Markgraf Karl von Burgau, ein Sohn Erzherzog Ferdinands von Österreich, Oberndorf als Lehen. Zu einer weitgehenden Zerstörung der Stadt kam es bei einem Brand 1612. 30 Häuser, darunter das Rathaus, wurden völlig zerstört.
Im Dreißigjährigen Krieg war von 1632 bis 1634 die Grafschaft Hohenberg von Schweden und Württembergern besetzt. 1635 herrschte eine Pestwelle am oberen Neckar, wodurch Oberndorf einen großen Teil seiner Bevölkerung verlor und 1636 nur noch 96 Bürger und 11 Witwen zählte. Bis Kriegsende musste die Stadt Kontributionen nach dem Hohentwiel, Breisach, Rottweil und Albeck leisten.
1652 bestätigte Erzherzog Ferdinand von Österreich der Stadt ihre alten Rechte und Freiheiten, in den folgenden Jahren von 1657 bis 1764 hatten die Freiherren von Hohenberg – illegitime Nachkommen des Markgrafen Karl von Burgau – die Herrschaft Oberndorf als Pfand inne.
Im Pfälzischen Krieg musste die Stadt 1688 und 1689 Kontributionen an die Franzosen leisten und erhielt später wiederholt Einquartierungen. Auch im Spanischen Erbfolgekrieg litt die Stadt sehr unter Einquartierungen. Friedrich Wilhelm von Hohenberg verunglückte 1726 tödlich nach einem Gelage im Pfarrhaus. Die Pfandschaft ging an seine Witwe Maria Charlotta, einer Geborenen von Gleispach († 1764) über.
Zwischen 1740 und 1748 wurde die Stadt im Österreichischen Erbfolgekrieg erneut mit Requisitionen und Einquartierungen beschwert.
Nach dem Tod Maria Charlotta von Hohenbergs 1764 hielten die Freiherren von Pflummern die Herrschaft Oberndorf als Pfand bis 1782. Johann Franz Meinrad von Pflummern ließ in dieser Zeit ein neues Amtshaus (Pfalz) bauen.
Von 1772 bis 1779 erbauten die Augustiner ein neues Kloster samt Kirche.
Beim Großen Stadtbrand 1780 brannten 87 Häuser ab, darunter Rathaus, Schulhaus, Pfarrhaus, Kirchturm und Dominikanerinnenkloster.
Ab 1796, während der Französischen Revolutionskriege hatte die Stadt Requisitionen und Einquartierungen zu erdulden. Der französische General Vandamme zog 1799 auf dem Rückzug durch Oberndorf, das dabei geplündert wurde.

### 19. Jahrhundert

#### Oberndorf wird württembergische Oberamtsstadt
Durch den Frieden von Pressburg 1805 gelangte die vorderösterreichische Grafschaft Hohenberg an das Kurfürstentum Württemberg, die Herrschaft Oberndorf wurde im Jahr darauf durch das nunmehrige Königreich Württemberg in Besitz genommen. Es erfolgte die Aufhebung des Augustiner- und Dominikanerinnenklosters. Zu jener Zeit hatte die Stadt 1043 Einwohner und wurde zunächst dem Oberamt Rottweil unterstellt. 1810 wurde Oberndorf selbst eine württembergische Oberamtsstadt. Das neue Oberamt Oberndorf umfasste neben der Stadt 27 weitere Orte. 1811 ließ König Friedrich von Württemberg im ehemaligen Augustinerkloster die Königlich Württembergische Gewehrfabrik einrichten.
Um 1820 bildete sich in Oberndorf eine Evangelische Gemeinde. 1823 entstand die Lateinschule; die Realschule kam 1861 hinzu. Wilhelm Brandecker erwarb 1837 den zwei Jahre zuvor in Sulz gegründeten Schwarzwälder Boten und verlegte ihn in seine Heimatstadt Oberndorf. Bei einem neuerlichen Stadtbrand im Jahre 1842 wurden 35 Häuser in der Altstadt zerstört.
Während der Deutschen Revolution 1848/1849 wurden neben einer Bürgerwehr auch mehrere demokratische Vereine gebildet. Einzelne Oberndorfer nahmen an den gescheiterten Aufständen teil.
1852 war die Not so groß, dass eine Suppenanstalt eingerichtet werden musste. Die Auswanderungswelle nach Amerika erreichte in diesem Jahr ihren Höhepunkt, die Bevölkerung Oberndorfs ging von 1864 Einwohnern auf 1688 Einwohner zurück.

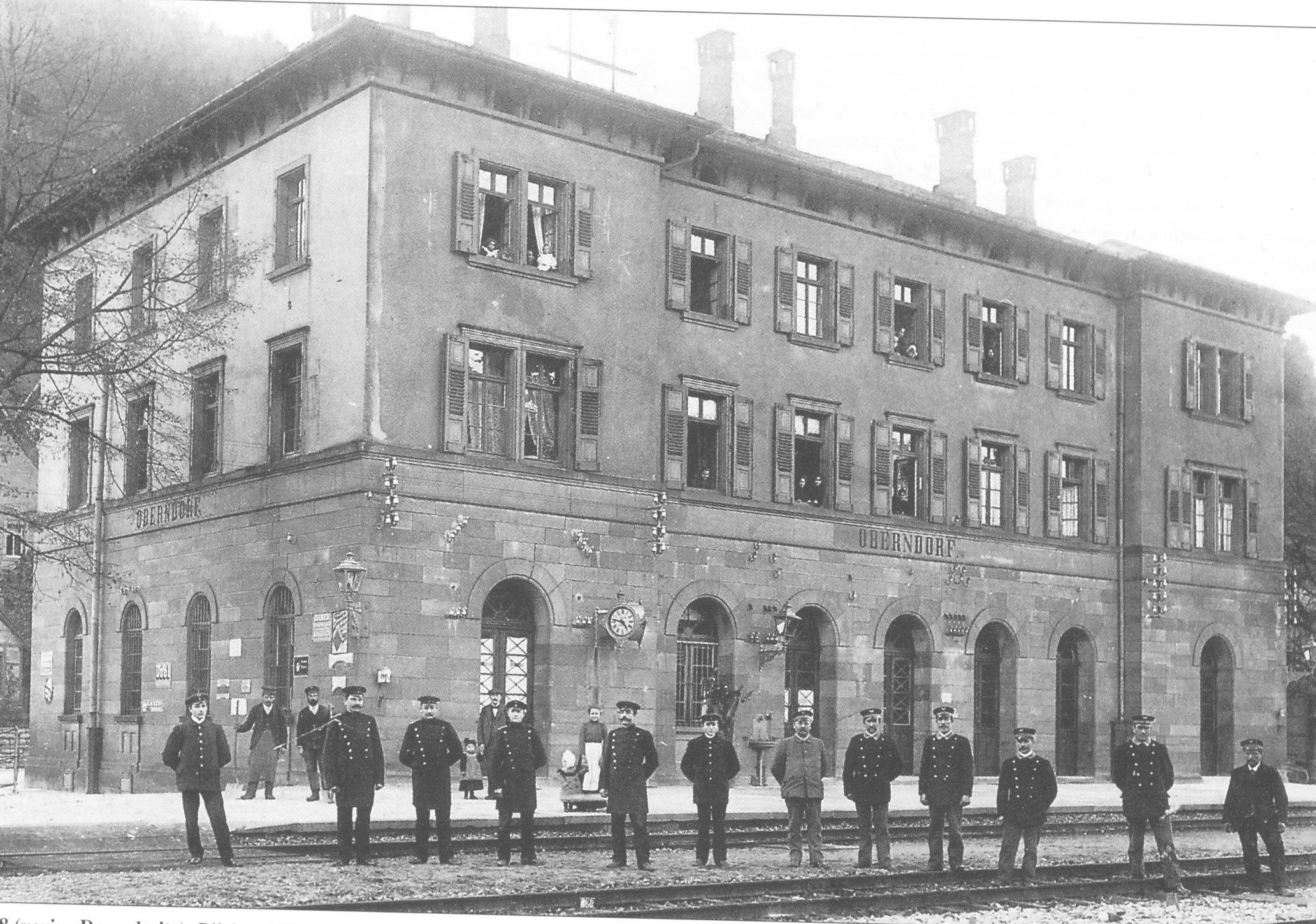
Bahnhof mit Personal 1895

1865 wurde das städtische Armenhaus in ein Spital umgewandelt.

#### Industrialisierung
1867 erhielt Oberndorf durch den Bau der Oberen Neckarbahn einen Anschluss an das Streckennetz der Württembergischen Eisenbahn. Dadurch bekam die Industrialisierung Oberndorfs neuen Schwung. Die Gebrüder Wilhelm und Paul Mauser errichteten 1872 eine eigene Gewehrfabrik auf der Bitze und erwarben zwei Jahre danach die Königlich Württembergische Gewehrfabrik. Im Jahre 1895 war die Bevölkerung von 2000 Einwohnern im Jahre 1871 auf über 4000 Einwohner angestiegen.

### 20. Jahrhundert

#### Erster Weltkrieg und Zwischenkriegszeit
Kurz nach Fertigstellung des neuen Volksschulgebäudes im Grauben 1914 brach der Erste Weltkrieg aus. Während dieser Kriegszeit machte der gewaltige Ausbau der Mauserwerke die Verlegung des Neckars notwendig, zeitweilig waren hier über 6000 Personen beschäftigt (überwiegend Kriegsgefangene), es entstand eine neue Arbeitersiedlung rechts des Neckars. In den Jahren 1915 und 1916 wurde die Evangelische Stadtkirche Oberndorf erbaut. Die Kriegsteilnehmer aus Oberndorf berichteten 1914–1918 im 14-bändigen Werk „Im Völkerringen. Der große Krieg. Oberndorfer Kriegsheldenbuch“ über ihre Erlebnisse.
Nach dem Ersten Weltkrieg musste die Produktion der Waffenfabrik Mauser auf Feinmesswerkzeuge, Nähmaschinen usw. umgestellt werden. Der Umbau der Michaelskirche 1925 und 1926 war die erste größere Baumaßnahme nach dem Krieg. 1934 erfolgte die Grundsteinlegung für die Siedlung auf dem Lindenhof, drei Jahre später der Baubeginn der neuen Vorstadt im Webertal. 1935 nahmen die Mauserwerke die Waffenproduktion wieder auf (MG 34, MG 151, Flakgeschütze). Bei der Verwaltungsreform während der NS-Zeit in Württemberg kam es 1938 zur Auflösung des Kreises (bzw. bis 1934 Oberamtes) Oberndorf und die Stadt gelangte verwaltungstechnisch zum Landkreis Rottweil. Ein Jahr später wurden Aistaig mit seinen damals 1156 Einwohnern und Altoberndorf mit 639 Einwohnern eingemeindet. Oberndorf selbst hatte zu dieser Zeit 6652 Einwohner. Die Eingemeindungen wurden 1950 zunächst wieder rückgängig gemacht.
In der Zeit des Nationalsozialismus bestand in der Kameralstraße 20 eine Außendienststelle der Gestapo.

#### Zweiter Weltkrieg
Während des Zweiten Weltkriegs wurden zum Schutz der Mauserwerke zahlreiche Flak-Einheiten stationiert, darunter 8,8-cm- und 3,7-cm-Flak auf den Höhen rund um die Stadt. Außerdem wurde eine Ballonbatterie in die Stadt verlegt. 1941 wurden diese Einheiten abgezogen, den Flakschutz der Mauserwerke übernahm eine Heimat-Flak-Batterie. Zudem spannte man 1942 die aus Stahlseilen bestehende Oberndorfer Fliegersperre über das Neckartal.
Die Mauserwerke beschäftigten ständig rund 10.000 Personen, darunter viele ausländische und deutsche Zwangsarbeiter. Gegen Kriegsende wurden durch Bombenangriffe die Fabrikanlagen und Teile der Stadt beschädigt.
Von den zu Höchstzeiten bis zu 11.000 Beschäftigten in der Rüstungsindustrie der Mauserwerke waren gegen Ende des Zweiten Weltkriegs über 50 Prozent Zwangsarbeiter. Insgesamt gab es im Raum Oberndorf rund 7000 Zwangsarbeiter aus 19 Nationen, etwa 700 Kriegsgefangene und rund 4400 Menschen in so genannten Arbeitserziehungslagern; siehe dazu auch den Artikel NS-Zwangsarbeit im Bereich Oberndorf am Neckar.

#### Nachkriegszeit
Nach dem Zweiten Weltkrieg fiel die Stadt in die Französische Besatzungszone und kam somit 1947 zum neu gegründeten Land Württemberg-Hohenzollern, welches 1952 im Land Baden-Württemberg aufging. Die Firma Mauser wurde 1946 stillgelegt und die Demontage eingeleitet. Neuangesiedelte Industrien führten zunächst die Herstellung von Messinstrumenten und Präzisionswerkzeugen fort. Dazu gehörte die 1949 gegründete Firma Heckler & Koch, die die Waffenbautradition am Ort von Mauser wieder aufnahm.
In Hochmössingen befand sich das 700 Meter hoch gelegene Kinderheim Frey, das Kurerfolge bei Asthma und Bronchitis hatte.
1972 erwarb die Stadt die Klosterkirche und das Konventsgebäude, in dem die Stadtverwaltung und das Polizeirevier untergebracht wurden. Ein Jahr später kaufte die Stadt auch noch den Schwedenbau zur Unterbringung ihrer kulturellen Einrichtungen und des Werkhofs.
Im Zuge der Gemeindereform in Baden-Württemberg wurde die Stadt am 1. Januar 1975 durch die Vereinigung der Stadt Oberndorf am Neckar mit den Gemeinden Altoberndorf, Beffendorf, Bochingen, Boll und Hochmössingen neu gebildet. Gleichzeitig wurde die bis dahin selbstständige Gemeinde Aistaig eingemeindet.

### 21. Jahrhundert
Mit einem Mahnmal, das am 27. Januar 2007, dem Holocaust-Gedenktag, eingeweiht wurde, erinnert die Stadt an Zwangsarbeiter in der NS-Zeit. Der Rottweiler Bildhauer Jürgen Knubben hat dazu ein Buch der Erinnerungen mit Stahlseiten geschaffen, auf dem die 308 Zwangsarbeiter, die in Oberndorf gestorben sind, namentlich genannt werden.

## Politik

### Gemeinderat
Die Kommunalwahl am 9. Juni 2024 führte zu folgender Verteilung der 22 Sitze im Gemeinderat:
| Partei / Liste | Stimmenanteil | +/− %p | Sitze | +/− |
| FWV            | 37,2 %        | − 1,1  | 8     | ± 0 |
| CDU            | 30,9 %        | + 2,9  | 7     | + 1 |
| SPD            | 18,1 %        | − 7,3  | 4     | − 2 |
| AfD            | 5,8 %         | + 1,0  | 1     | ± 0 |
| SÖW            | 5,8 %         | n.k.   | 1     |     |
| BfO            | 2,2 %         | n.k.   | 1     |     |

### Stadtoberhäupter
Nach 1806 wurde durch Württemberg das Amt des lebenslang gewählten Schultheißen eingeführt und später in den Titel Stadtschultheiß geändert. Im Jahre 1930 führte man in Württemberg die Amtsbezeichnung Bürgermeister ein, die noch Gültigkeit besitzt. Der Bürgermeister wird derzeit für eine Amtszeit von acht Jahren gewählt.
- Franz Josef Frueth, von 1808 bis 1828
- Ivo Frueth (1803–1874), von 1828 bis 1860
- Julius Jacob, von 1860 bis 1870
- Franz Sales Günter (1830–1901), Stadtschultheiß von 1870 bis 1898
- Johannes Sulzmann, von 1898 bis 1913
- Kilian Heckler († 1921), von 1914 bis 1921
- Karl Bayer, von 1921 bis 1933
- Paul Fritz, von 1933 bis 1944
- Ludwig Priester, von 1944 bis 1945
- Hermann Zillinger, von 21. April bis 28. Mai 1945
- Reinhard Winker, von 28. Mai bis 17. Juli 1945
- Albrecht Eißler, von 18. Juli 1945 bis 3. November 1945
- Reinhard Winker, von 1945 bis 1946
- Otto Kenntner, von 1946 bis 1975
- Egon Halter (1939–2023), von 1975 bis 1983
- Klaus Laufer, von 1983 bis 1999
- Hermann Acker, von 1999 bis 2023
- Matthias Winter, seit 6. September 2023

Winter wurde am 25. Juni 2023 mit 81,8 Prozent der Stimmen zum Bürgermeister gewählt. Er wurde zunächst zum bestellten Bürgermeister ernannt.

### Wappen der Stadt
| Wappen Oberndorf am Neckar | Blasonierung: „Unter goldenem Schildhaupt, darin ein liegender schwarzer Doppelhaken, waagerecht und schräglinks gerautet von Gold und Schwarz.“ |
| Wappen Oberndorf am Neckar | Wappenbegründung: Gegründet durch die Herzöge von Teck, wurde Oberndorf zwischen 1245 und 1270 Stadt. Das im Abdruck von 1281 erstmals überlieferte Stadtsiegel zeigt zwei Haken aus dem Schild der ortsadeligen Familie der Hacken von Oberndorf. Der Doppelhaken war als Ortszeichen auch an der ehemaligen Stadtmauer angebracht und wurde mindestens noch im 17. Jahrhundert auf Grenzsteinen verwendet. Der Rautenschild der Teck erscheint erst im zweiten Siegel (Abdruck seit 1337) und bildete fortan allein das Stadtwappen, bis 1935 im Schildhaupt wieder der Doppelhaken hinzugefügt wurde. An dessen andere Bezeichnung „Wolfsangel“ knüpften sich schon vor dem 18. Jahrhundert sagenähnliche Vermutungen. Das Wappen wurde am 10. April 1979 durch das Landratsamt Rottweil neu verliehen. |

Wappen der Ortsteile
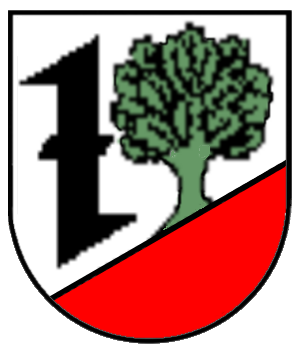
Aistaig
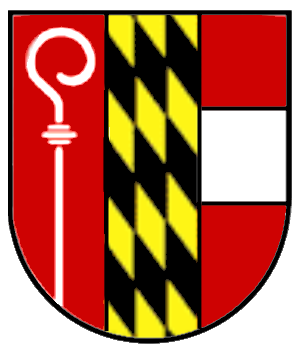
Altoberndorf
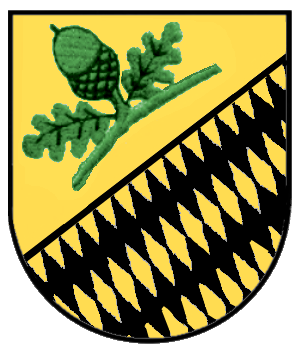
Beffendorf
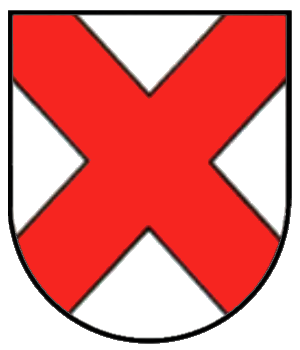
Bochingen
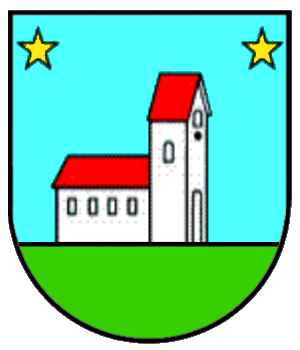
Boll
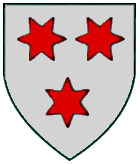
Hochmössingen

### Flagge
Die Stadtflagge ist Gelb-Schwarz (Fahne 1724 schon genannt).

### Städtepartnerschaften
Seit 1982 ist Oberndorf mit zwei Gemeinden in Österreich und Frankreich in Städtepartnerschaften verbunden:
- Die gleichnamige Gemeinde Oberndorf bei Salzburg mit ca. 6000 Einwohnern im Land Salzburg liegt direkt gegenüber der Stadt Laufen in Bayern, deren Teil sie bis zur napoleonischen Neuordnung Europas 1816 war. Die österreichische Gemeinde ist bekannt als Entstehungsort des Weihnachtsliedes „Stille Nacht, heilige Nacht“, das dort 1818 erstmals aufgeführt wurde.
- Thierville-sur-Meuse liegt in der französischen Region Grand Est an der Maas. Die Gemeinde mit 3100 Einwohnern grenzt unmittelbar an die Stadt Verdun. Wie diese alte Stadt und viele andere Orte der Umgebung war auch Thierville im Jahr 1916 Schauplatz einer der grausamsten Schlachten des Ersten Weltkriegs.

Beide Städtepartnerschaften werden gepflegt durch wiederholte Besuche von Delegationen der Gemeinderäte. Zahlreiche Vereine in den Partnerstädten pflegen lebhafte Kooperationen miteinander. Mit dem Lycée in Thierville ist das Oberndorfer Gymnasium durch einen regelmäßigen Schüleraustausch verbunden.

## Kultur und Sehenswürdigkeiten

### Fastnacht
Oberndorf ist Hochburg der schwäbisch-alemannischen Fastnacht. Das Fastnachtstreiben konzentriert sich hauptsächlich auf den Fastnachtsdienstag. Neben Rottweil, Elzach und Überlingen ist Oberndorf Teil des so genannten Viererbundes.

### Natur

#### Nationalerbe-BaumKäppeles-Linde

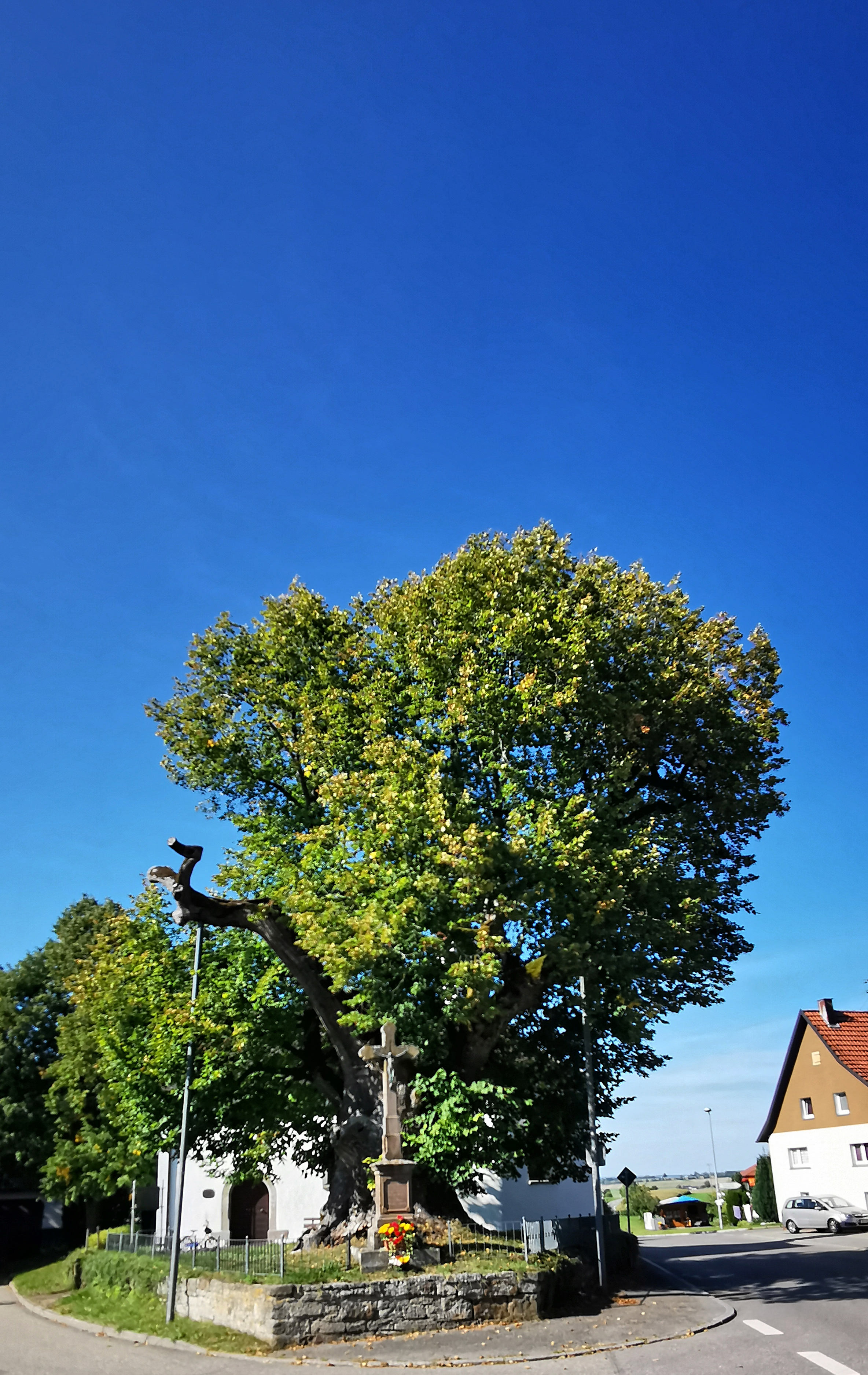
Käppeles-Linde in Hochmössingen

Die Käppeles-Linde in Hochmössingen gehört zu Deutschlands Nationalerbe-Bäumen. Sie ist eine der stärksten Linden Deutschlands und mit 600 bis 800 Jahren einer der ältesten Bäume in Baden-Württemberg.

### Museen
Das Museum im Schwedenbau ist eine städtische Einrichtung und zeigt die Geschichte von Oberndorf und Umgebung. Der Bereich Heimatmuseum zeigt Archäologie und die Stadtentwicklung bis 1900. Im Bereich Waffenmuseum werden Waffen der örtlichen Hersteller Königlich Württembergische Gewehrfabrik, Mauser, Heckler & Koch, Rheinmetall und Feinwerkbau präsentiert. Außerdem sind zwei Fahrzeuge von Mauser ausgestellt.

### Bauwerke

#### Augustinerkloster

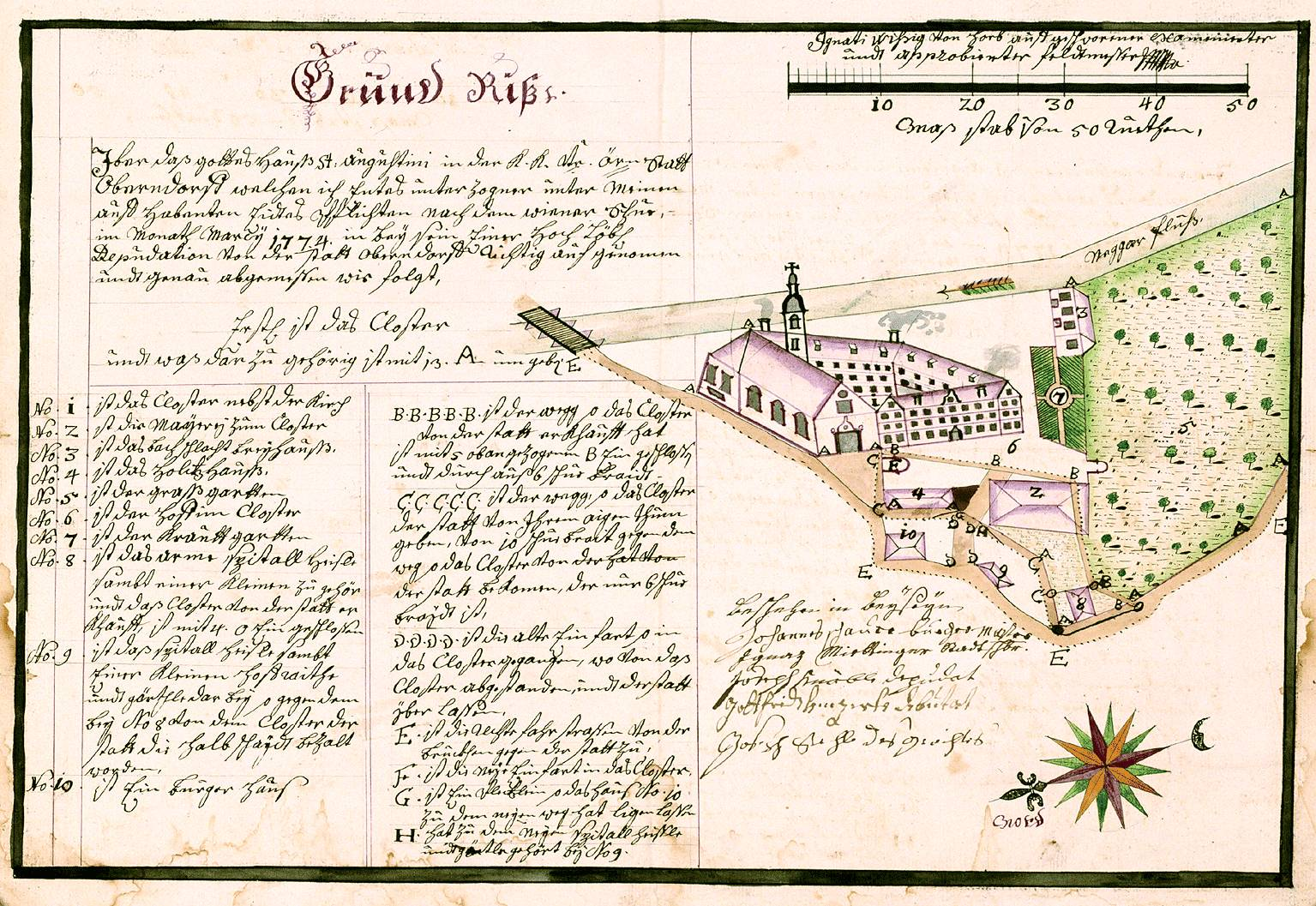
Augustinerkloster 1774

Das Augustinerkloster war eine Gründung des hohen Mittelalters. Gestiftet um 1260 von den Herzögen von Teck diente es der Familie – neben der Kirche von Owen – als Erbbegräbnis. Mitte des 13. Jahrhunderts ließ sich eine klösterliche Frauengemeinschaft im Tal nieder und schloss sich 1264 dem Augustinerorden an. Den Nonnen folgten 1559 – nach dem Tode der letzten Priorin Barbara von Wehingen (1551) – Mönche des Ordens. Die letzte Konventsfrau, Anna von Vöhringen, wurde in das Kloster Kirchberg eingewiesen und verzichtete 1557 auf alle Ansprüche gegenüber Oberndorf. Die Übergabe an den männlichen Zweig des Ordens, die Augustinereremiten, erfolgte durch den Kastenvogt und Schirmherrn Froben Christoph von Zimmern. Nach drei Vorgängerbauten (1281, 1323, 1619/60) errichteten die Augustiner von 1772 bis 1779 die spätbarocke Vierflügelanlage mit Kirche und Konvent. Der Kirchenbau stammt von Christian Großbayer, die Steinmetzarbeiten wurden von Johann Georg Weckenmann geschaffen. Neben den kunstvollen Deckenfresken des Malers Johann Baptist Enderle verleihen Stuckarbeiten von Andreas Henkel der Klosterkirche ihr Erscheinungsbild. In das säkularisierte Klostergebäude zog 1810 eine Waffenfabrik, die 1874 in den Mauser-Werken aufging. Der ehem. Chorflankenturm wurde 1814 bis auf den Stumpf abgerissen. Die 1978 renovierte ehemalige Augustiner-Klosterkirche mit ihren barocken Fresken ist Raum für kulturelle Veranstaltungen, das ehemalige Konventsgebäude wird seit 1972 als Rathaus und Polizeirevier genutzt.

#### Katholische Stadtkirche St. Michael

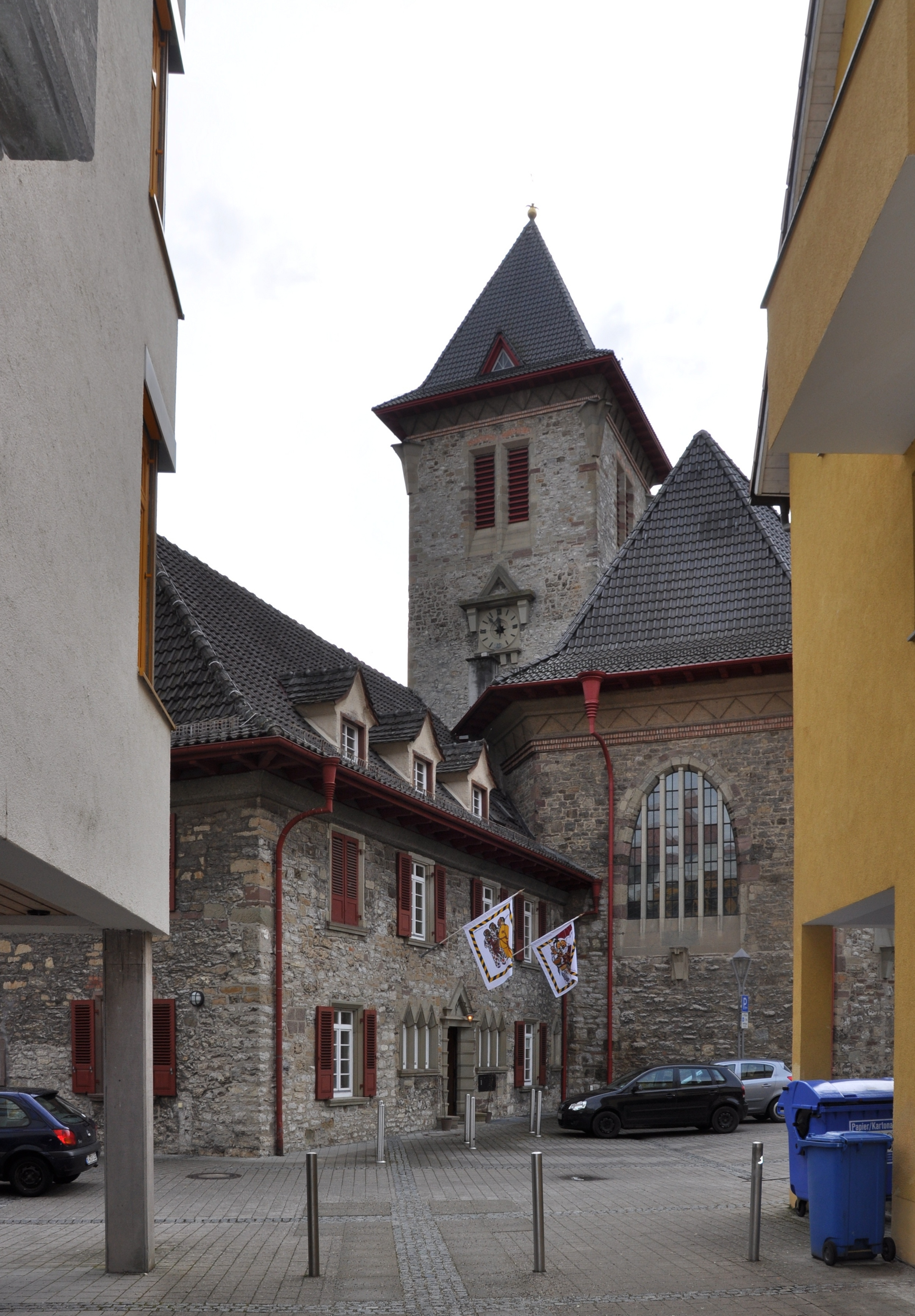
Oberndorf Pfarrkirche St Michael und Pfarrhaus

Spätestens 1272 – Baureste stammen aus noch früherer Zeit – wurde in der Oberstadt eine Kapelle dem Erzengel Michael geweiht. Diese und Nachfolgebauten fielen verschiedenen Stadtbränden zum Opfer. In ihrer heutigen Gestalt ist die Kirche vom Umbau und von den Erweiterungen des Jahres 1926 geprägt; der Kirchenarchitekt Otto Linder bezog vor allem im Turmbereich alte Elemente mit ein. Drei etwa gleich große Schiffe bilden im Grundriss ein Kreuz. Das Äußere mit seinem Bruchstein-Mauerwerk mutet zwar mittelalterlich an, aber die Parabel-Formen von Tor- und Fensterbögen sowie der gezackte Fries unter der Dachtraufe sind Formen des Expressionismus. Der Expressionismus prägt auch die dreifach gegliederte Kuppel und die Tonnengewölbe im Innern. Die Neugestaltung des Altarbereichs und der Bestuhlung von 1969 trägt der Liturgiereform des Zweiten Vatikanischen Konzils Rechnung. Gegenstand der von Maria Hiller-Foell gestalteten Farbverglasungen sind die Legenden der Erzengel.

#### Evangelische Stadtkirche

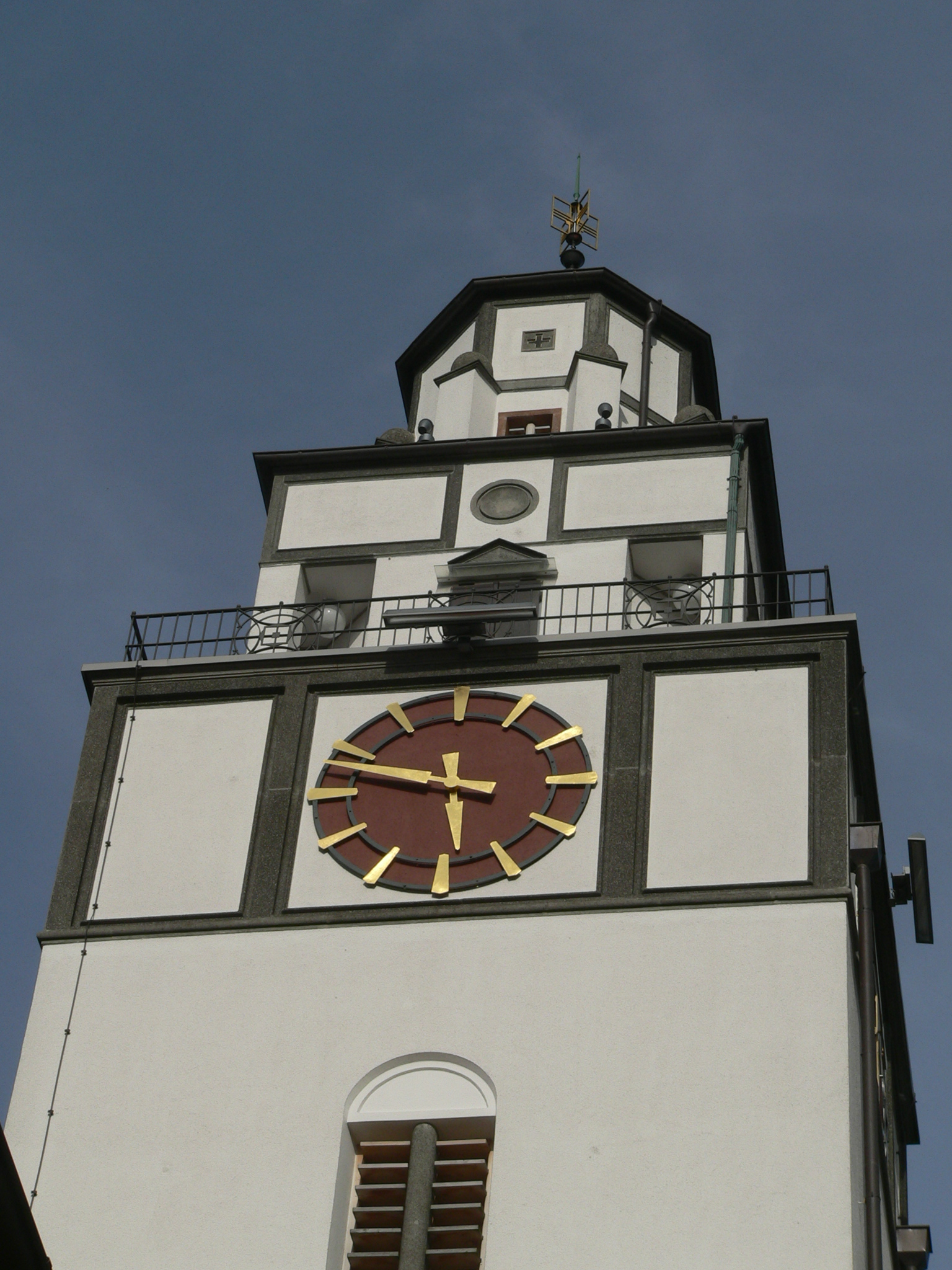
Evangelische Stadtkirche

In die einst vorderösterreichische rein katholische Stadt brachten nach dem Übergang an Württemberg die zuziehenden Arbeiter der Gewehrfabrik ein neues evangelisches Element ein. In der sonst als Lager genutzten Augustinerklosterkirche richtete man einen Betsaal ein. Ein Jahrhundert später, 1916, bezog die Evangelische Gemeinde ihre eigene Kirche. Durch seine exponierte Hanglage dominiert der Bau das Bild der Stadt mehr als die katholische Kirche. Die Evangelische Stadtkirche ist ein Werk des Architekten Martin Elsaesser. Er brachte mittelalterlich anmutende Muster, Jugendstil-Elemente und die leicht reduzierte Formensprache der Reformarchitektur in Gleichklang. Der Kirchenraum ist als dreischiffige Wandpfeilerkirche gegliedert. Die Quertonnengewölbe der Seitenschiffe strecken den Raum in die Breite, während die Seitenemporen die Längsachse strecken. An der halbhohen Wand hinter dem Altar befinden sich Wandgemälde von Rudolf Yelin d. Ä. Das Schnitzwerk an der Kanzel erzählt die Schöpfungsgeschichte. Kaum zugänglich sind die vielgestaltigen Glasmalereien von Käte Schaller-Härlin.

Oberndorf am Neckar, Blick von der Evangelischen Stadtkirche

#### Bergkapelle
Im Stadtteil Lindenhof steht die Bergkapelle, die Paul Mauser 1910 als Ersatz für die Bitzekapelle stiftete. Die klassizistische Rundkapelle wurde von Baumeister Wilhelm Rohr nach einem Entwurf von W.P. Laur errichtet. Sie weist eine ungefasste Kreuzigungsgruppe von strenger Bildlichkeit auf.

#### Altes Rathaus
Das Alte Rathaus Oberndorf stammt in der heutigen Form aus dem Jahr 1783, im spätbarocken Stil errichtet vom Baumeister der Augustinerklosterkirche, Christian Großbayer. Mehrere Vorgängerbauten waren verschiedenen Stadtbränden zum Opfer gefallen. Ein steinerner Rathausbau an dieser Stelle ist seit 1497 belegt.
Wie in früheren Zeiten allgemein üblich, wurde im Rathaus der Handel mit Getreide, Brot und Salz abgewickelt; die Tore (rechts noch sichtbar) führten zur Brotlaube und zur Getreideschranne. Im hinteren Teil lagerte Feuerlöschgerät und waren Arrestzellen eingerichtet. Heute befindet sich ein Speiserestaurant im ersten Stock, sodass das alte Treppenhaus mit den Gemälden der Wappen der früheren Stadtherren zugänglich ist.
Älter als der Rathausbau war der Brunnen davor. Der heutige Trog und die Brunnensäule sind ein Nachbau des in den 1970er-Jahren durch einen Unfall zerstörten Originalbrunnens aus der Spätrenaissance um 1617.
Heute befindet sich im Gebäude ein Restaurant, eine Bar und ein Bistro.
Im obersten Stockwerk ist die sogenannte „Narrenstube“, der Sitz der Narrenzunft Oberndorf e. V., die ebenfalls eine lange Tradition aufweist.

#### Pfalz und Stadtmauer
Das Gebäude wurde 1766 als Amtshaus, ebenfalls im Stil des Spätbarock, erbaut, als der Freiherr von Pflummern das vorderösterreichische Oberndorf als Pfandherrschaft nahm. Ob an diesem Platz wirklich die Pfalz, also der in einer Urkunde aus dem Jahr 912 erwähnte Königshof lag, ist nicht gesichert. Vermutlich war es die Wohnung der Herzöge von Teck. Das wird durch Einzelfunde und Reste von sehr massiven Steinbauten aus früheren Jahrhunderten bestätigt, die auch belegen, dass der Platz um die sogenannte Pfalz bereits seit karolingischer Zeit besiedelt war. Möglicherweise war dieser frühe Siedlungskern von einer Mauer und Graben umgeben. Rechtsgeschichtlich bedeutet dies, dass die Hofstatt der Pfalz als ein eigener Friedensbereich aufzufassen ist, in dem der Burgfrieden und das Burgrecht galten. Wenig später übernahmen die Stadtmauer und der Stadtgraben die gleiche Funktion. Unmittelbar neben dem Pfalzgebäude trifft man auf die besterhaltenen Reste der Stadtmauer. Sie entstand im späten 13. Jahrhundert nach der Stadterhebung. Die 984 Meter lange Befestigung öffnete sich an drei Toren: Obertor, Kirchtor und Mühltörle.

#### Burg Waseneck
Die Burg Waseneck ist die Ruine einer Höhenburg westlich des Stadtteils Altoberndorf.

#### Agathakapelle Hochmössingen

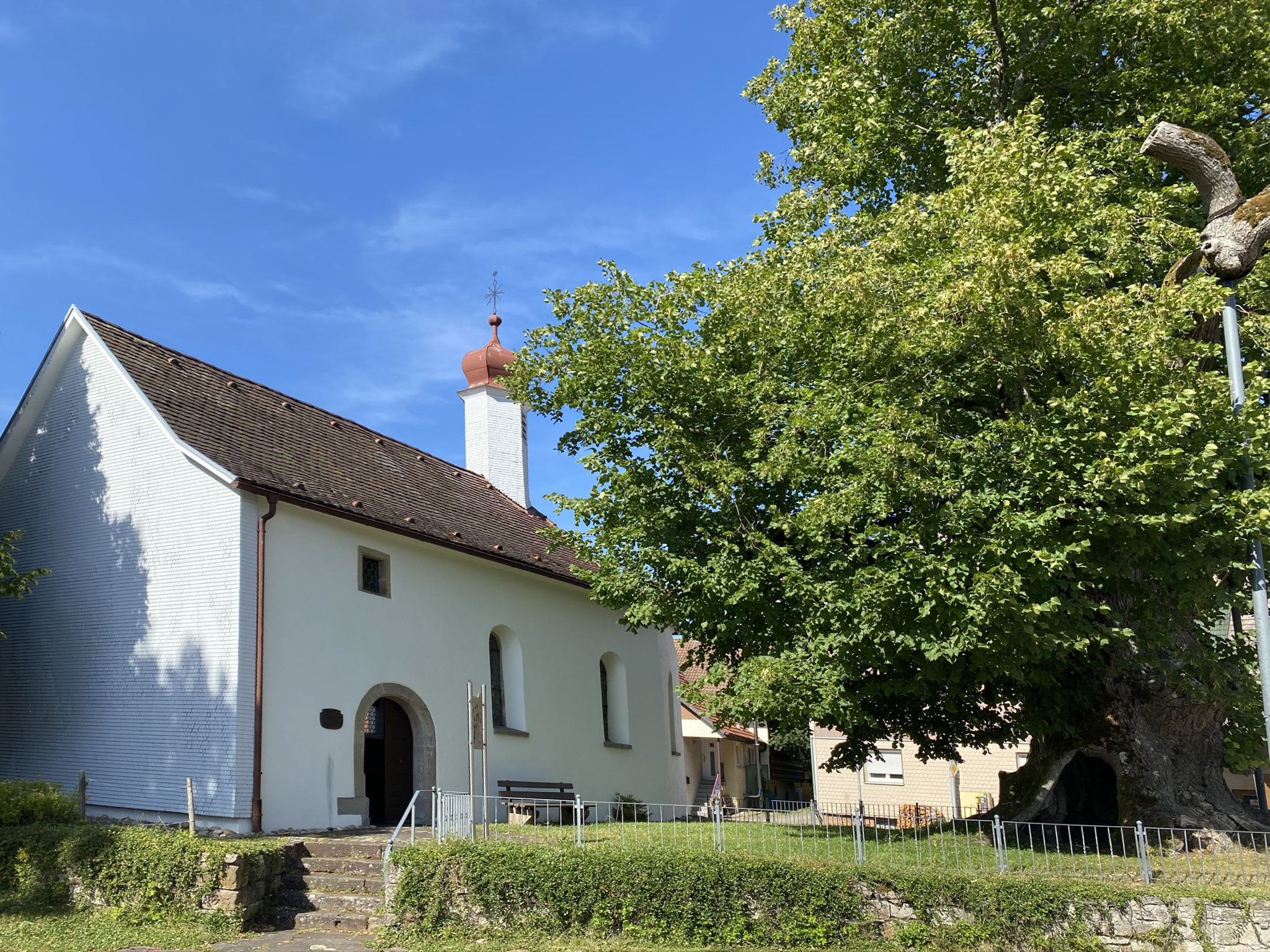
Agathakapelle und Käppeleslinde
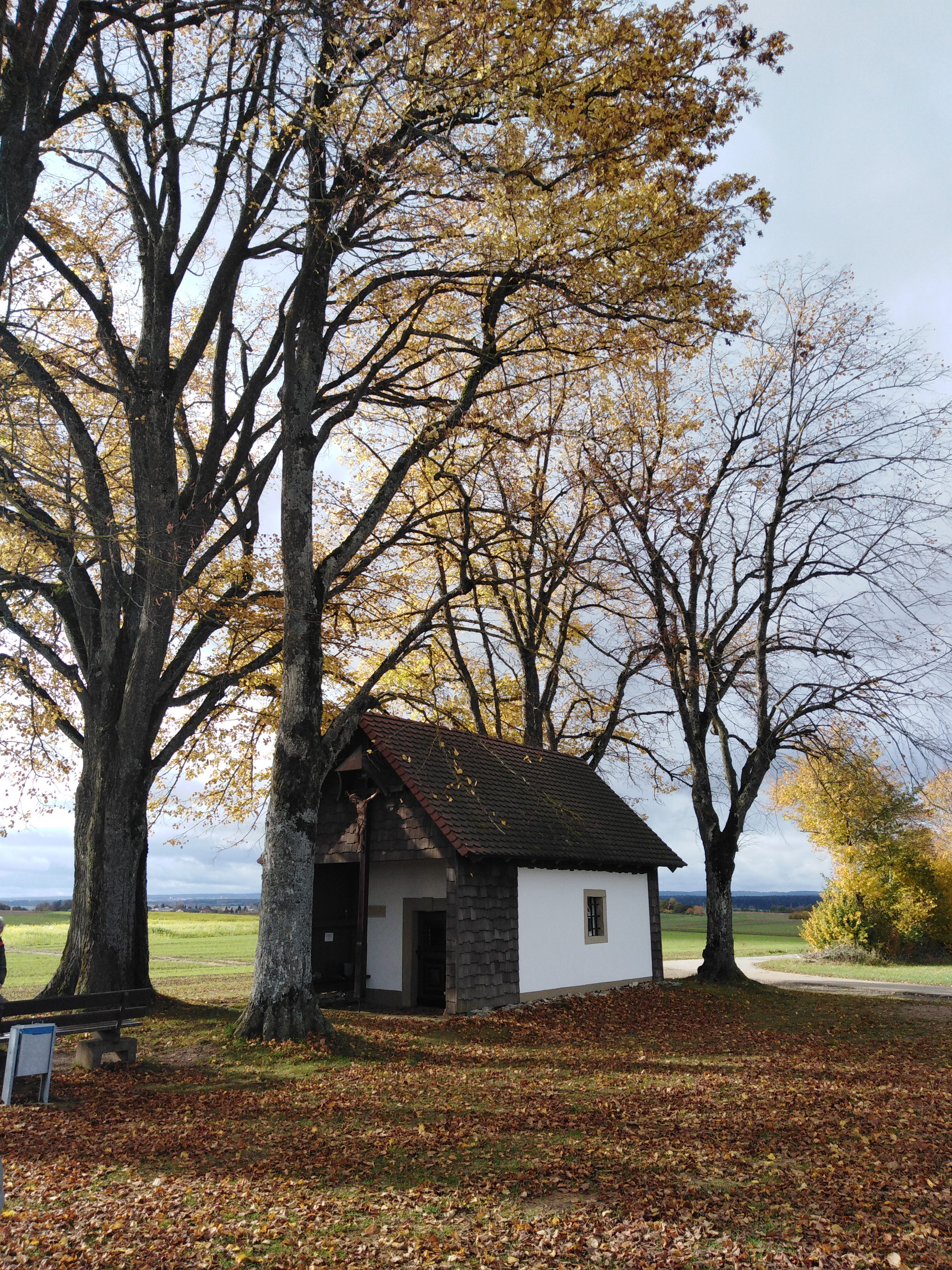
Antoniuskapelle Hochmössingen

Die von Bauern gestiftete Agathakapelle steht im Stadtteil Hochmössingen.

#### Antoniuskapelle Hochmössingen
Die im Jahr 1517 gestiftete Antoniuskapelle steht ebenfalls im Stadtteil Hochmössingen.

#### Kirchturm und Pfarrkirche St. Otmar Hochmössingen
Am Ort der Kirche befand sich im 12. Jahrhundert das Herrenhaus der Herren von Hochmössingen. Erst im 15. Jahrhundert wurde es zur Pfarrkirche umgebaut. Der unterste Teil des Kirchturms stammt aus der ersten Hälfte des 15. Jahrhunderts. Nach dem Abbruch der alten Kirche im Jahr 1840 wurde St. Otmar im sogenannten Finanzkammerstil als hallenartige Kirche mit neoromanischen Formen durch den Baumeister Klein aus Rottweil erbaut.

### Regelmäßige Veranstaltungen

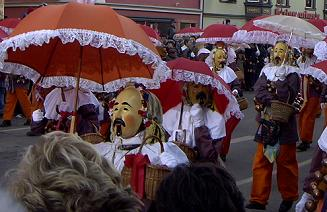
Oberndorfer Hansel

- Schwäbisch-alemannische Fasnet (Narrenzunft Oberndorf)
- Internationales Fußballturnier für U19-Mannschaften (Veranstalter: SpVgg Oberndorf)

### Vereine
Die Stadt Oberndorf mit ihren Teilorten weist mit über 100 eingetragenen Vereinen ein reges Vereinsleben auf. Darunter gibt es viele kulturell engagierte Musik- und Gesangvereine sowie Sportvereine.

## Wirtschaft und Infrastruktur

### Verkehr

#### Eisenbahnverkehr

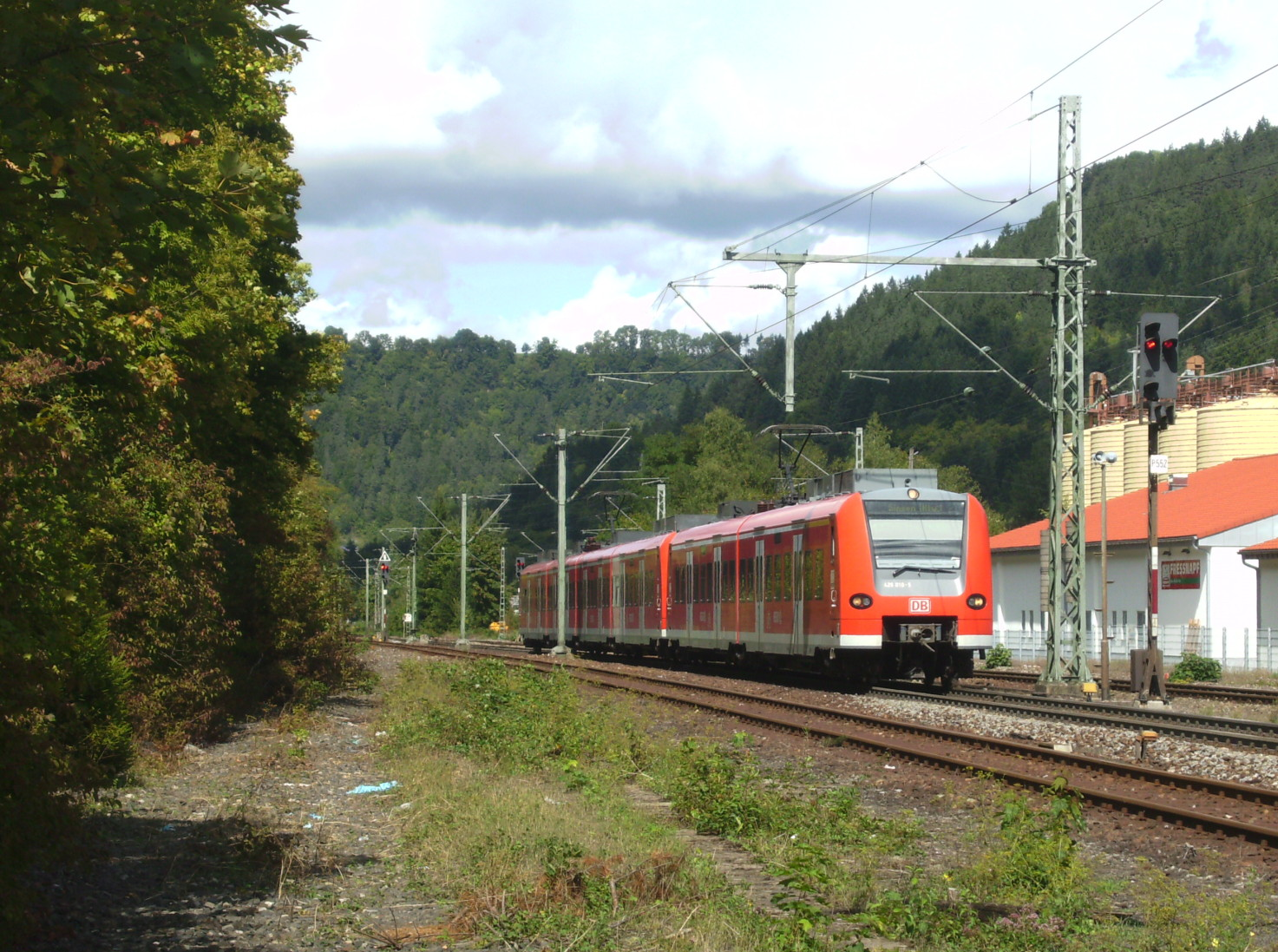
Regional-Express im Bahnhof Oberndorf 2008

Oberndorf liegt an der Bahnstrecke Plochingen–Immendingen und ist Halt der Intercity-Linie 87, die zum Nahverkehrstarif nutzbar ist. Sie fährt zweistündlich von Stuttgart in Richtung Singen. Zusätzlich wird die Station von Regionalzügen bedient. Die Haltepunkte Altoberndorf und Oberndorf-Aistaig sind inzwischen stillgelegt.

#### Busverkehr
Oberndorf ist durch neun Regionalbuslinien im Verkehrsverbund Schwarzwald-Baar-Heuberg und im Verkehrsverbund Neckar-Alb-Donau angebunden. Der innerstädtische Busverkehr wird mit zwei Buslinien betrieben. Wichtigster Umsteigepunkt ist der Zentrale Omnibusbahnhof neben dem Bahnhof.

#### Straßenverkehr
Die Bundesautobahn 81 verbindet Oberndorf im Norden mit der Landeshauptstadt Stuttgart und im Süden mit dem Bodenseegebiet und der Schweiz. Die Ausfahrt Oberndorf a. N. liegt auf halber Strecke zwischen Stuttgart und Bodensee. Beide Ziele sind innerhalb von 45 Minuten erreichbar. Auch die Bundesstraße 14, jetzt Landesstraße 424, führt durch die Stadt.

#### Fahrradverkehr
Durch eine Alltagsroute aus dem Radnetz Baden-Württemberg ist Oberndorf über den Stadtteil Altoberndorf und über Epfendorf mit Rottweil und in der anderen Richtung über den Stadtteil Aistaig und über Sulz am Neckar mit Horb verbunden.
In Oberndorf verläuft als Landes-Radfernweg der Neckartal-Radweg. Er führt am Neckar entlang von Villingen-Schwenningen über Rottweil, Horb, Tübingen, Stuttgart, Heilbronn und Heidelberg nach Mannheim. Der Heidelberg-Schwarzwald-Bodensee-Radweg führt von Heidelberg nach Radolfzell. Er führt von Horb kommend östlich des Neckartals über den Stadtteil Bochingen nach Rottweil und weiter nach Villingen-Schwenningen.
Außerdem sind im Tourismusprojekt Rad- und Wanderparadies Schwarzwald und Alb zwei Radtouren ausgewiesen, die Hochmössingen (Nr. 6 „Auf den Spuren der Römer“) und Altoberndorf (Nr. 10 „Vom Neckar ins Albvorland“) einbeziehen. Das städtische Tourismusbüro weist außerdem Höhenradwege aus.

### Rüstungssektor
Der Staatsrat und Oberst des Heeres des Königreiches Württemberg, Bruder von Justinus Kerner und Berater des Königs, Karl Friedrich von Kerner, empfahl der Regierung des Königreiches Württemberg am Beginn des 19. Jahrhunderts, die Produktion von Waffen zu bündeln und in den Räumlichkeiten des ehemaligen Augustinerklosters in Oberndorf anzusiedeln, das schon einige Jahre als Kaserne gedient hatte. Ab 1811 wurden die Klostergebäude zur Gewehrfabrik mit Wohnräumen umgebaut. Der Neckar trieb Wasserräder und diese wiederum Blasbälge und Schmiedehämmer an. Durch die Gewehrfabrik wurde das ganze handwerkliche Niveau der Region gehoben. 1815 stellten die 100 Beschäftigten 3.600 Gewehre, 106 Karabiner, 3.500 Infanterie- und Kavalleriesäbel her. Die Erfindung des Knallquecksilbers und damit des Zündhütchens führte zu den Perkussionswaffen, die von 1828 bis 1866 in der Fabrik hergestellt und auch an das Ausland verkauft wurden.
Wilhelm und Paul Mauser, die schon von ihrem 14. Lebensjahr an in der Königlichen Gewehrfabrik in Dienst standen, gelang in den Jahren 1865 bis 1869 mit dem Mauser-Norris-Gewehr eine wesentliche Verbesserung des von Dreyse entwickelten Zylinderverschlusses. Auf der Grundlage dieses Gewehres konstruierten sie das erste Gewehr mit Selbstspannung und Flügelsicherung, das M 71, das am 23. Februar 1872 als erstes deutsches Reichsgewehr eingeführt wurde. 1872 errichteten die Gebrüder Mauser in Oberndorf a. N. ihre eigene Gewehrfabrik mit Namen Mauser und kauften 1874 die Königlich Württembergische Gewehrfabrik, die infolge dieser Konkurrenz und des Friedens an Auftragsmangel litt. Die Königliche Gewehrfabrik ging in den Mauser-Werken auf; Mauser gehört heute zum Rheinmetall-Konzern.

### Ansässige Unternehmen
- Heckler & Koch (Rüstungshersteller)
- Rheinmetall Waffe Munition GmbH
- Mafell (Elektrowerkzeughersteller)
- Schwarzwälder Bote (Zeitung)
- Feinwerkbau GmbH (Sportwaffenhersteller)

### Gericht, Behörden und Einrichtungen
Oberndorf ist Sitz des Amtsgerichts Oberndorf am Neckar, das zum Landgerichtsbezirk Rottweil und zum Oberlandesgerichtsbezirk Stuttgart gehört. In der Stadt befindet sich ein Polizeirevier, das zum Polizeipräsidium Konstanz gehört. Außerdem sind in der Stadt Außenstellen des Finanzamtes Rottweil und der Agentur für Arbeit Rottweil eingerichtet.
Die Stadt ist auch Sitz des katholischen Dekanats Oberndorf, das zum Bistum Rottenburg-Stuttgart und zum Dekanatsverband Rottweil-Oberndorf gehört.

### Gesundheitsversorgung
Das Krankenhaus Oberndorf ist eine Akutklinik mit 120 Betten in den Fachabteilungen Innere Medizin, Chirurgie/Unfall-, Gefäß- und Visceralchirurgie, Anästhesie und Gynäkologie. Das Krankenhaus bildet in der angeschlossenen Schule für Gesundheits- und Krankenpflege Nachwuchskräfte für die Pflege aus. Das Krankenhaus Oberndorf a.N. gehört zum Verbund der SRH Kliniken.

## Persönlichkeiten

### Ehrenbürger
Die Stadt Oberndorf hat folgenden Personen das Ehrenbürgerrecht verliehen:
- Marzell Binder (1802–1883), Dekan und katholischer Stadtpfarrer, am 25. Mai 1871
- Paul von Mauser (1838–1914), Gewehrfabrikant, Generaldirektor, Kommerzienrat, am 14. Juni 1902
- Adolf Brinzinger (1846–1921), katholischer Stadtpfarrer, am 24. April 1916
- Ernst Schwarz (1859–1932), evangelischer Stadtpfarrer, am 27. August 1925
- Hermann Zillinger (1876–1946), Generaldirektor der Mauser-Werke, am 1. April 1939
- Karl Wider (1868–1954), Arzt, am 16. Juli 1953
- Otto Kenntner (1913–2009), Bürgermeister, am 26. August 1975
- Robert Gleichauf (1914–1992), Mechaniker, MdL, Finanzminister des Landes Baden-Württemberg, am 16. Dezember 1977
- Klaus Laufer (1941–2025), Bürgermeister, am 13. Dezember 2024

### Söhne und Töchter der Stadt
Hier werden bekannte Persönlichkeiten aufgeführt, die in Oberndorf geboren sind.
- Johannes Hoffmeister (1509/10–1547), Theologe und Augustiner
- Ivo Frueth (1803–1874), Bürgermeister von Oberndorf, Abgeordneter im württembergischen Landtag und im Frankfurter Vorparlament
- Josephine Scheffel (1805–1865), Salonnière, Philanthropin und Schriftstellerin, Mutter des berühmten Schriftstellers Joseph Victor von Scheffel
- Karl August Barack (1827–1900), Germanist und Bibliothekar
- Wilhelm Mauser (1834–1882), Waffenkonstrukteur und Fabrikant der Mauser-Werke
- Paul Mauser (1838–1914), Waffenkonstrukteur und Fabrikant der Mauser-Werke
- Hermann Gugel (1852–1935), geboren in Altoberndorf, württembergischer Oberamtmann, Regierungsrat
- Emil Speidel (1859–1938), Forstwissenschaftler
- Wilhelm Wolf (1863–1938), Zeitungsverleger
- Ignaz Rohr (1866–1944), geboren in Hochmössingen, katholischer Theologe
- Alfons Mauser (1872–1927), Unternehmer
- Fritz Haussmann (1873–1951), 1945 kurzzeitig Oberbürgermeister von Tübingen
- Sigfrid Karg-Elert (1877–1933), Komponist
- Hermann Schittenhelm (1893–1979), geboren in Boll, Akkordeonist und Komponist
- Otto Hofer-Bach (1897–1970), Maler und Grafiker
- Robert Gleichauf (1914–1992), CDU-Politiker, Finanzminister des Landes Baden-Württemberg
- Willy Niethammer (1914–1991), SPD-Politiker, Landtagsabgeordneter
- Karl Guhl (1920–2008), SPD-Politiker, Landtagsabgeordneter
- Helmut Vetter (1920–1999), Apotheker und Unternehmer
- Alfred Danner (* 1926), ehem. Stadtrat, Beauftragter des Landesamtes für Denkmalpflege, Denkmalschützer
- Heiner Geißler (1930–2017), CDU-Politiker, Anhänger der katholischen Soziallehre, Bundesminister für Jugend, Familie und Gesundheit sowie CDU-Generalsekretär
- Hans Eißler (1931–2005), Jurist und Kirchenmann (1972 bis 1978 Präsident der Synode der Evangelischen Landeskirche in Württemberg)
- Konrad Eißler (1932–2024), evangelischer Theologe, Sachbuchautor und Journalist
- Mechthild Homberg (1937–2025), Malerin und Grafikerin
- Hellmut Ehrath (1938–2008), Bildhauer und Grafiker
- Gerhard Bogatzki (* 1938), Zeichner, Werbegrafiker und freischaffender Künstler
- Horst Schättle (1939–2020), Journalist und Intendant des Senders Freies Berlin
- Klaus Kirschner (* 1941), SPD-Politiker, ehemaliger Vorsitzender des Bundestagsausschusses für Gesundheit und Soziale Sicherung
- Martin Dannecker (* 1942), Sexualwissenschaftler und Autor
- Rainer Dahlem (* 1946), 1991–2008 Landesvorsitzender der Gewerkschaft Erziehung und Wissenschaft (GEW)
- Helmut Himmelsbach (* 1946), parteiloser Kommunalpolitiker, von 1999 bis 2014 Oberbürgermeister der Stadt Heilbronn
- Klaus Haischer (* 1949), Politiker (SPD), Abgeordneter im Landtag von Baden-Württemberg
- Karl Heim (* 1950), geboren in Bochingen, Landrat des Schwarzwald-Baar-Kreises
- Thomas Goritzki (* 1952), Theater- und Fernsehschauspieler, Regisseur
- Willi Winter (* 1953), Kabarettist und Puppenspieler
- Christel Howald (* 1953), Bergsteigerin
- Siegfried Scherer (* 1955), Professor für Mikrobielle Ökologie, Kreationist
- Johannes Beilharz (* 1956), Schriftsteller, Übersetzer und Maler
- Sibylle Pomorin (* 1956), Jazzmusikerin und Komponistin
- Gerd Hurm (* 1958), Professor für Amerikanistik
- Rainer Nübel (* 1959), Buchautor und Journalist
- Dietmar Bock (* 1959), Diplomat
- Thomas Hezel (* 1961), Medienpsychologe, Regisseur
- Stefan Wolf (* 1961), Jurist, ehemaliger Vorstandsvorsitzender der ElringKlinger AG
- Frank Fehrenbach (* 1963), Professor für Kunstgeschichte
- Andreas Hase (* 1965), Sachbuchautor
- Ulli Roth (* 1966), römisch-katholischer Theologe und Hochschullehrer
- Tobias O. Meißner (* 1967), Roman- und Comic-Autor
- Steffen Weigold (* 1979), Radsportler
- Christoph Springer (* 1985), Radrennfahrer
- Raphael Sbrzesny (* 1985), Künstler und Professor
- Natalie Hezel (* 1993), Fußballspielerin

### Persönlichkeiten, die mit der Stadt in Verbindung stehen
- Erika Hein, geborene Hoer (* 1939), Kinderkrankenschwester und Schriftstellerin, lebte in Oberndorf[23]
- Johannes Goritzki (1942–2018), Cellist, Dirigent und Hochschullehrer
- Heike Kloss (* 1968 in Sulz am Neckar), Theater-, Musical- und Fernsehschauspielerin
- Richard Mayer (1925–2016), SPD-Politiker, MdL und Bürgermeister von Aistaig

## Filme
- Wolfgang Landgraebers Filme über die Waffenbetriebe in der Stadt (entstanden zwischen 1984 und 2016)